# Alicia del Lago
Alicia del Lago (Pátzcuaro, 11 de enero de 1935-Ciudad de México, 13 de julio de 2015) fue una actriz mexicana. 

## Biografía y carrera
Nació en Pátzcuaro, Michoacán. Comenzó su carrera como actriz en 1953 en la película Raíces, dirigida por Benito Alazraki. Por su actuación en la película Tizoc: Amor indio dirigida por Ismael Rodríguez y donde compartió escena con Pedro Infante y María Félix, fue nominada al Ariel a Mejor actriz de cuadro. Participó en más de 40 películas, entre las que se encuentran La bandida, The Bravados, Macario, La Cucaracha, Canoa, El hombre de papel, Los recuerdos del porvenir, Old Gringo (Gringo viejo), El Norte, Gertrudis, Serpientes y escaleras, Un año perdido y Mi familia, entre muchas otras. Recibió otra nominación al Ariel en 2002 como Mejor actriz de cuadro por la película Piedras verdes. En televisión también tuvo una vasta carrera, participando en telenovelas como Mi pequeña Soledad, Marimar, La sombra del otro, Gente bien, Ramona y Amor real, entre muchas otras. Respecto al arte de la actuación, declaró: «La actuación es lo más bello que existe, pues es el reflejo de la vida real, sobre todo en el cine. Me ha dejado muchas cosas muy bellas, muchas satisfacciones, pero también muchas nostalgias. A pesar de que el trabajo es eventual, en el momento que lo tengo es el más hermoso de mi vida».
Alicia fue Miembro Honorario de la Academia Mexicana de Artes y Ciencias Cinematográficas, entidad encargada de entregar los Premios Ariel.

## Muerte
Alicia del Lago falleció el 13 de julio de 2015 en la Ciudad de México, a la edad de 80 años.

## Filmografía

### Películas
- La niña en la piedra (2006)
- Piedras verdes (2001)
- La revancha (1995)
- My family (1995)
- La orilla de la tierra (1994)
- Un año perdido (1993)
- Se equivocó la cigüeña (1993)
- El triste juego del amor (1993)
- Hay para todos (1992)
- Otoñal (1992)
- Serpientes y escaleras (1991)
- La rata (1991)
- Gertrudis (1991)
- Triste recuerdo (1990)
- Gringo viejo (1988)
- El Norte (1983)
- El rediezcubrimiento de México (1979)
- The Children of Sánchez (1978)
- Cananea (1977)
- El encuentro (1976)
- Preferencias (1976)
- Quintín (1976)
- El encuentro (1975)
- Canoa (1975)
- Aventuras de un caballo blanco y un niño (1975)
- El valle de los miserables (1974)
- Once Upon a Scoundrel (1974)
- La casa del sur (1974)
- Nosotros los feos (1973)
- Pobre, pero honrada! (1973)
- Entre pobretones y ricachones (1973)
- Tonta, tonta pero no tanto (1971)
- Los recuerdos del porvenir (1968)
- El amor de María Isabel (1968)
- La soldadera (1966)
- El hombre de papel (1963)
- La bandida (1962)
- El fusilamiento (1962)
- ¡Viva la soldadera! (1960)
- Macario (1960)
- La Cucaracha (1959)
- Pueblo en armas (1959)
- Sierra Barón (1958)
- The Bravados (1958)
- Zonga, el ángel diabólico (1958)
- Aquí está Heraclio Bernal (1958)
- Los salvajes (1958)
- Tizoc: Amor indio (1956)
- La mort en ce jardin (1956)
- Pablo y Carolina (1955)
- Raíces (1955)

### Series de televisión
- Mujer, casos de la vida real (2003)
- Madame le consul (1997) .... Una carmelita
- Hora marcada (1990) .... Portera
- Juan José (1974)

### Telenovelas
- Heridas de amor (2006) .... Natividad "Nati"
- Amor real (2003) .... Higinia
- Ramona (2000) .... Sofía
- Pueblo chico, infierno grande (1997) .... Partera
- Desencuentro (1997)
- Gente bien (1997) .... Conchita
- La sombra del otro (1996) .... Empleada de los Tavernier
- Tú y yo (1996) .... María Jacinta Gómez
- Marisol (1996) .... Cleotilde
- Marimar (1994) .... Crescencia
- Corazón salvaje (1993)
- Mi pequeña Soledad (1990) .... Pura
- Honrarás a los tuyos (1979) .... Clara
- Doménica Montero (1978) .... Nicolasa

## Premios y nominaciones

### Premios Ariel
| Año  | Categoría              | Película          | Resultado |
| ---- | ---------------------- | ----------------- | --------- |
| 2002 | Mejor actriz de cuadro | Piedras verdes    | Nominada  |
| 1958 | Mejor actriz de cuadro | Tizoc: Amor indio | Nominada  |